# Rölli und die Elfen
Rölli und die Elfen ist ein finnischer Fantasyfilm aus dem Jahr 2001. Er entstand nach einer Idee von Allan Tuppurainen. Der Kinderfilm wurde am 4. Januar 2004 bei KiKA erstmals im deutschen Fernsehen ausgestrahlt und am 29. April 2004 auf DVD veröffentlicht.

## Handlung
Das Volk der sogenannten Rölli-Trolle landet an der Küste eines ihnen bisher unbekannten Landes. Sie suchen eine neue Heimat. Angeführt werden die Trolle von ihrem alten König, der in einer Vision dieses Land als neue Heimat der Trolle gesehen hat. Im Wald angekommen, finden die Trolle ein Dorf. Dort leben die Wald-Elfen. Als diese die Trolle kommen sehen, flüchten sie. Die Trolle richten sich nun häuslich im Dorf ein. Nur der Troll Rölli meint, das dies nicht richtig sei, und siedelt lieber etwas außerhalb des Dorfes in einer Hütte.
Der alte König ist indes zu der Überzeugung gelangt, dass seine Arbeit getan ist. Er dankt ab und überlässt seinem Volk die Wahl eines neuen Königs. Nachdem der König das Dorf verlassen hat, wollen die Trolle einen Nachfolger wählen. Nachdem zuerst nur Röllis bester Freund Zankapfel und der ehemalige königliche Berater, der Lakai-Troll, zur Wahl standen, bewirbt sich auch der größte und stärkste der Trolle, den alle nur mit „Riese“ ansprechen. Der Lakai-Troll setzt den Riesen als neuen König durch, indem er die anderen Trolle mit dessen Stärke einschüchtert. Zankapfel erhebt dagegen Einspruch und versucht den kindlich-naiven Riesen zu überzeugen sich nicht vom Lakai-Troll benutzen zu lassen, wird dafür jedoch nur durch die Luft geschleudert. Nach der Krönung des Riesen stattet das Elfenvolk den Trollen einen Besuch ab und heißt sie willkommen, der Lakai-Troll will von ihnen jedoch nichts wissen und schickt sie fort.
Rölli hat sich an diesem Streit nicht beteiligt, sondern ist dem König gefolgt. Dieser hat sich an einer einsamen Stelle zurückgezogen, um friedlich zu sterben. Nachdem der König nun gestorben ist, wird er als Truthahn neu geboren. Rölli ist verblüfft, als er dies sieht. Er berichtet davon den anderen Trollen, doch die wollen davon nichts wissen.
Die Elfe Milli hat sich unterdessen alleine aufgemacht zum Dorf, um nochmals mit den Trollen zu verhandeln. Doch diese wollen immer noch nichts von einem friedlichen Zusammenleben wissen und verfolgen sie. Dabei kann sie zunächst entkommen und findet bei Rölli Unterschlupf. Rölli will zunächst auch nichts von den Vorschlägen von Milli wissen. Andererseits ist er aber auch nicht ganz abgeneigt.
Die Verfolger haben inzwischen Milli bei Rölli entdeckt, und gemeinsam versuchen sie zu fliehen. Doch schließlich wird Milli gefangen genommen. Rölli denkt, dass alles so schon richtig ist, und geht schlafen. Doch seine Gewissensbisse lassen ihn nicht schlafen, obwohl er sonst viel und lange schläft. Er redet sich selbst ein, dass seine Schlaflosigkeit nur am Mond liegt.
Am nächsten Tag hat sich Rölli entschieden, und er befreit Milli. Da er dabei (wenn auch versehentlich) den Riesen niederschlägt, wird er zum neuen König der Trolle. Milli kann unterdessen zu ihrem Volk flüchten. Sie begegnet dabei dem Wiegemeister. Dieser misst das Gleichgewicht zwischen Gut und Böse. Er macht sich Sorgen, dass das Böse die Oberhand gewinnen könnte, und die Sonne die Erde verdunkeln würde. Dies haben ihm seine Vögel berichtet, die er als Boten ausschickt.
Die Zeit vergeht, und Trolle und Elfen leben nebeneinander, aber nicht miteinander. Als nun einige Elfen sich aus Röllis Garten versorgten, weil sie am Strand nicht genug Nahrung gefunden hatten, will Rölli Rache ausüben gegen das Elfenvolk. Und so ziehen die Trolle in den Krieg gegen die Elfen. Rölli denkt, dass er die Situation kontrollieren könnte, und die Elfen nur verjagt werden. Doch im Laufe der Eskalation wird Milli von einem Stein überrollt und bleibt regungslos liegen. Daraufhin gerät das Gleichgewicht ins Wanken, und die Sonne verdunkelt sich.
Da erscheint der Wiegemeister und fragt Rölli was denn nun sein sehnlichster Wunsch ist. Dieser meint, ein wenig vermisse er Milli ja doch. Oder auch wieder nicht. Jedenfalls könnten Trolle und Elfen nicht zusammenleben. Der Wiegemeister meint daraufhin, dass die Antwort schon in Röllis Herzen wäre.
Milli wird an dem Ort aufgebahrt, an dem auch der alte König wiedergeboren wurde. Nachdem Rölli wieder eine unruhige Nacht verbracht hat, ist ihm nun klar, was sein sehnlichster Wunsch ist. Er geht zu Milli und ist froh, dass diese sich noch nicht in einen Vogel verwandelt hat. Er bittet sie, doch einfach Freunde zu sein. Das was Milli von Anfang an von ihm wollte. Da erwacht Milli wieder, und fortan leben Trolle und Elfen friedlich miteinander.

## Kritiken
„Das liebevoll erzählte Märchen beschwört die Kraft der Freundschaft und der Liebe und vermittelt auch kleineren Kindern die Einsicht, dass ein friedfertiges Zusammenleben die beste aller Möglichkeiten darstellt“, befand das Lexikon des internationalen Films. Das Fazit von Cinema lautete: „Märchenhaft-witziges Plädoyer für Trolleranz“.

## Auszeichnungen
Rölli und die Elfen gewann 2001 drei finnische Jussis: als bester Film, für die besten Kostüme, und für die besten Dekorationen.

## Synchronisation
Die deutsche Synchronfassung entstand bei den Elektrofilm Postproduction Facilities in Berlin nach dem Dialogbuch und unter der Dialogregie von Christoph Cierpka.
| Rolle                                          | Darsteller        | Synchronsprecher                    |
| ---------------------------------------------- | ----------------- | ----------------------------------- |
| Rölli                                          | Allan Tuppurainen | Horst Schultheis                    |
| Milli Menninkäinen                             | Maria Järvenhelmi | Andrea Solter                       |
| Lakeija / Lakai-Troll                          | Peter Franzén     | Uwe Büschken / Mischa Mang (Gesang) |
| Riitasointu / Zankapfel                        | Kari Hietalahti   | Eberhard Storeck                    |
| Iso / Riese                                    | Jussi Lampi       | Tilo Schmitz                        |
| Vaakamestari / Wiegemeister                    | Kalle Holmberg    | Jürgen Kluckert                     |
| Menninkäisten kylänvanhin / Anführer der Elfen | Samuli Edelmann   | Karim Khawatmi                      |